# Xã Middlesex, Quận Cumberland, Pennsylvania
Xã Middlesex (tiếng Anh: Middlesex Township) là một xã thuộc quận Cumberland, tiểu bang Pennsylvania, Hoa Kỳ. Năm 2010, dân số của xã này là 7.040 người.